# Tolmin
Tolmin este un oraș din comuna Tolmin, Slovenia, cu o populație de 3.737 de locuitori.
Acesta este și locul de unde au imigrat mai mulți sloveni în Canada.

## Orașe surori
Albertville, Ontario, Canada (punctul terminus al Via 31)